# Mörfelden-Walldorf
Mörfelden-Walldorf es un municipio situado en el distrito de Groß-Gerau, en el estado federado de Hesse (Alemania). Su población estimada a finales de 2016 era de 31 135 habitantes.
Se encuentra ubicado al sur del estado, a poca distancia al este del río Rin que lo separa del estado de Renania-Palatinado.